# Mezdraja
Mezdraja (en serbe cyrillique : Мездраја) est un village de Serbie situé dans la municipalité de Trgovište, district de Pčinja. Au recensement de 2011, il comptait 15 habitants.

## Démographie
| 1948 | 1953 | 1961 | 1971 | 1981 | 1991 | 2002 | 2011 |
| ---- | ---- | ---- | ---- | ---- | ---- | ---- | ---- |
| 81   | 87   | 67   | 63   | 49   | 30   | 33   | 15   |

|  |